# Dinein
Dinein, molekulski motor ili motorni molekul je motorni protein i veliki molekul od približno 2.000 kDa, koji se sastoji od dva ili tri teška polipeptidna lanca koji su u kompleksu sa različitim brojem lakih i intermedijarnih polipeptida. Nalazi se u ćelijama koje pretvaraju hemijsku energiju adenozin trifosfata (ATP) u mehaničku energiju kretanja. Naime teški lanci, formiraju globularni, ATP-vezujući, motorni domen, koji je odgovoran za kretanje duž mikrotubula, dok bazalno telo dineina, koje se sastoji od lakih i intermedijarnih lanaca, služi za vezivanje vezikula i organela.
Dineinski transporti raznih ćelijskih tereta, obavlja se duž citoskeletnih mikrotubula prema minus kraju mikrotubula, koja je obično usmerena prema centru ćelije. Zbog ove funkcije, oni se nazivaju „motori sa usmereni minus krajem". Ovaj oblik transporta je poznat kao retrogradni transport. Nasuprot tome, kinezini, koji su takođe motorni proteini, kreću se prema plus kraju mikrotubula i nazivaju se „plus krajem usmereni motori”.
Mikrotubularni motorni proteini — su molekuli koji se sastoji dva teška i dva laka lanca, ukupne molekulske mase od 380 kDa. Teški lanci sadrže dugačke spiralne α-helikse koji se obmotavaju jedan oko drugog i formiraju strukturu zavojnice. Amino-terminalni globularni domeni (glave kinezina) teških lanaca su motorni domeni molekula koji se vezuju za dublete mikrotubula i za ATP čija energija omogućava kretanje. Karboksi-terminalni domeni teških lanaca kinezina raguju sa
lakim lancima kinezina. Ovaj domen kinezina je odgovoran i za vezivanje drugih ćelijskih komponenti kao što su vezikule i organele koje će biti transportovane duž mikrotubula.

## Istorija
Prvi identifikovani mikrotubularni motorni protein dinein, izolovan je od strane Iana Gibbons-a, 1965. godine. Dvadeset godina nakon otkrića dineina, 1985. godine, Ronald Vale i Michael Sheetz su identifikovali kinezine, motorne proteine, koji se kreću prema plus kraju mikrotubula

## Klasifikacija
Dineini se dele u dve glavne grupe: citoplazmatski i aksonemski dineini, koji se nazivaju i cilijarni (trepljansti) ili flagelarni (bičasti) dineini.
Citoplazmatski dinein
- teški lanac : DYNC1H1, DYNC2H1
- intermedijarni lanac: DYNC1I1, DYNC1I2
- laki intermedijarni lanac: DYNC1LI1, DYNC1LI2, DYNC2LI1
- laki lanac: DYNLL1, DYNLL2, DYNLRB1, DYNLRB2, DYNLT1, DYNLT3

Aksonemski dinein
- teški lanac: DNAH1, DNAH2, DNAH3, DNAH5, DNAH6, DNAH7, DNAH8, DNAH9, DNAH10, DNAH11, DNAH12, DNAH13, DNAH14, DNAH17
- intermedijarni lanac: DNAI1, DNAI2
- laki intermedijarni lanac: DNALI1
- laki lanac: DNAL1, DNAL4

## Funkcija
Kretanje duž mikrotubula osim prisustva IFT kompleksa A i B, je zasnovano i na aktivnosti članova dve velike familije motornih proteina, dineina i kinezina, koji koriste energiju nastalu hidrolizom ATP-a, za stvaranje pokreta duž mikrotubula. Prema tome aksonemni mikrotubularnog motornog proteina dinein uzrokuje klizanje mikrotubula u aksonemama cilija i flagelama i nalazi se samo u ćelijama koje imaju te strukture.
Citoplazmatski dinein se nalazi u životinjskim ćelijama, a postoje i biljni dineini, koji pomažu odvijanje funkcija koje su potrebne za preživljavanje ćelija, kao što su transport organela i centrozomnog aparata. Citoplazmatski dinein se kreće duž mikrotubula, tako što su jedan ili drugi svojim peteljkama uvek vezani za mikrotubule, tako da dinein mogu „otšetati" na značajnu udaljenosti duž mikrotubula, bez skidanja sa njih.
Citoplazmatski dinein pomaže pozicioniranju Goldžijevog kompleksa i ostalih organela u ćeliji. Takođe pomaže u transportu tereta koji je potreban za ćelijske funkcije, kao što su vezikule endoplazmatskog retikuluma, endozoma i lizozoma. Dinein je uključen u kretanje hromozoma i pozicioniranje mitotskog vretena u ćelijskoj deobi. Dinein nosi organele, vezikule i posebne mikrotubulske fragmente duž aksona prem,a ćelijskom telu neurona u procesu retrogradnnog procesa aksoplazmatskog transporta.

### Pozicioniranje mitotskog vretena
Citoplazmatski dinein pozicionira vreteno na mestu citokineze pomoću sidrenja na ćelijski korteks i popunjavanja na astralnim mikrotubulima koje potiču od centrozoma. Pupljenje kvasaca je snažan model za proučavanje ovog procesa i pokazuje da je dinein usmeren ka plus krajevima astralnih mikrotubula i dostavlja teret korteksu ćelije preko mehanizma istovara.

## Struktura
Svaki molekul dineinskog motora je složeni proteinski skup koji je sastavljen od mnogih manjih polipeptidnih članova. Citoplazmatski i aksonemski dinein sadrže neke istovetne komponente, ali i neke jedinstvene, njima svojstvene, članove.

### Citoplazmatski dinein
Citoplazmatski dinein, koji ima molekularnu masu od oko 1,5   megadaltona (MDA), je dinein, koji sadrži oko 12 polipeptidnih jedinica: dva identična „teška lanca", mase 520  kDa, koji imaju ATP-aznu aktivnost i odgovornost za stvaranje pokreta uz mikrotubule; sa dva srednja lanca, od 74  kDa za koja se veruje da fiksiraju dinein za njegov teret; dva 53-59 kDa laka intermedijarna lanca i nekoliko lakih lanaca.
ATP-azna aktivnost stvara silu svakom od teških lanca dineina, tako da mu je glava u obliku velike krofne, koja se odnosi na ostale AAA proteine, dok su dve projekcije koke polaze iz glave spojnice za druge citoplazmatske strukture. Jedna projekcija, smotani kalem peteljke, veže mikrotubule i „šeta" po površini, ponavljajući ciklus otpuštanja i ponovnog vezivanja. Druga projekcija, prošireni rep, veže se za laki intermedijarni lanac kome predaje dineinski teret. U naizmeničnoj aktivnosti uparenih teških lanaca, kompletan citoplazmatski diineinski motor omogućava jednoj dineinskoj molekuli za transport da „odnese“ svoj tovar na značajne udaljenosti duž mikrotubula, dok se oni potpuno ne odvoje.
Kvaščev dinein može prošetati uz mikrotubule bez skidanja, ali kod metazoa, citoplazmatske dinein mora biti aktiviran vezivanjem dinactina, još jedne subjedinice većeg proteina koji je od suštinske važnosti za mitozu i adapter tereta.
Trostruki kompleks, koji uključuje dinein, dinaktin i teretni adapter, je ultra-procesivan i može preći velike udaljenosti bez skidanja tereta, kako bi stigao u međućelijsko odredište tovara. Dosad su identifikovani uključeni teret i adapteri: BicD2, Hook3, FIP3i Spindly. Laki intermedijarni lanac, koji posreduje u privezivanju intermedijarnog lanca nekoliko adaptera tereta za dineinski motor. Druge repne podjedinice mogu također pomagati u oblikovanju ove interakcije koja je evidentirana u nisko rezolutnim strukturama dinein-dinaktin-BicD2.

### Aksonemni dinein
Aksonemni dineini javljaju se u više oblika jer sadrže bilo jedan, dva ili tri neidentična teška lance (zavisno od organizma i lokacije u treplji). Svaki teški lanac ima loptasti motorni domen sa strukturom u obliku krofne, a veruje se da podsećaju na druge AAA proteine – spiralne zavojnice „peteljke" koja se veže za mikrotubule, a prošireni rep (ili „stem") se spaja sa susednom mikrotubulom iste aksoneme. Svaka dineinski molekul na taj način stvara unakrsni most između dve susedna mikrotubule trepljine aksoneme. Tokom „električnog udara", koji uzrokuje kretanje, AAA ATP-azni motorni domen podleže promeni konformacije, koja uzrokuje vezivanje peteljke za mikrotubule okretanjem u odnosu na repno vezanje tereta, uz rezultat da uključene mikrotubule klize u odnosu na ostale. Ovo klizanje proizvodi savijanje, pokret koji je potreban za treplju da savlada i pokrene ćeliju ili druge čestice. Grupe dineinskih molekula koje su odgovorne za kretanje u suprotnim smerovima verojatno se uskoro i inaktiviraju na koordiniran način, tako da se cilija ili flagela može kretati i unazad.

## Segregacija hromozoma tokom mejoze
Segregacija homolognih hromozoma na suprotnim polovima ćelije javlja se tokom prve podele u mejozi (mejoza I).
Pravilna segregacija je od suštinske važnosti za proizvodnju haploida – mejotskih proizvoda sa normalnim (jednostrukim) komplementom hromozoma. Formiraju se na hijazmi, mestu dođađanja rekombinacije delova homolognih hromozoma. Međutim, u fisiji kvasca, kada nema hijazmi, segregaciju promoviše dinein. Za hromozomske segregacije potreban je Dhc1, motorna podjedinica dineina, u prisustvu i odsustvu hijazmi. Za segregaciju je također potreban i laki lanac Dlc1 proteina, posebno kada nema hijazmi.

## Literatura
- Karp G. (2005). Cell and Molecular Biology: Concepts and Experiments (4th изд.). Hoboken, NJ: John Wiley and Sons. стр. 346—358.  978-0-471-19279-4.
- Schroer, TA (2004). „Dynactin”. Annu. Rev. Cell Dev. Biol. 20: 759—79. PMID 15473859. doi:10.1146/annurev.cellbio.20.012103.094623.
- Goodenough, U.W., Cilia, flagella and the basal apparatus (1989). Curr Opin Cell Biol. 1 (1). Недостаје или је празан параметар |title= (помоћ)p. 58-62.

## Spoljašnje veze
- Ron Vale's seminar: Cytoskeletal Motor Proteins Архивирано на веб-сајту  (24. јун 2016)

|  | Molimo Vas, obratite pažnju na važno upozorenje u vezi sa temama iz oblasti medicine (zdravlja). |